# 中华人民共和国海岛保护法
《中华人民共和国海岛保护法》是一部中华人民共和国法律，该法律于2009年12月26日在第十一届全国人民代表大会常务委员会通过，并于2010年3月1日起施行。

## 立法缘由
《中华人民共和国海岛保护法》的第一条是“为了保护海岛及其周边海域生态系统，合理开发利用海岛自然资源，维护国家海洋权益，促进经济社会可持续发展，制定本法。”

## 实施
《中华人民共和国海岛保护法》的最后一条是“本法自2010年3月1日起施行。”